# Heinrich Scholz (Politiker)

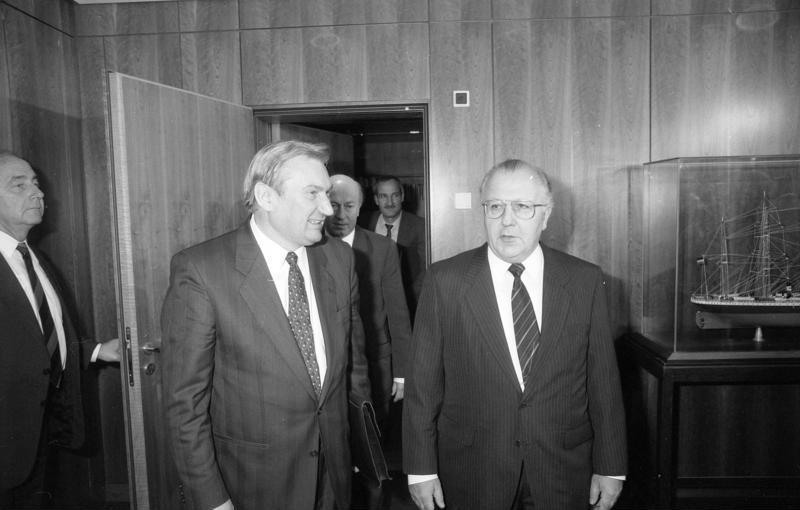
Wilhelm Knittel (r) empfängt Heinrich Scholz (m), 12. Dezember 1989

Heinrich Scholz (* 11. Dezember 1933 in Friedrichshain, Niederlausitz; † 1. März 2003) war ein Wirtschaftsfunktionär der DDR und 1989/90 Minister für Verkehrswesen der DDR.

## Leben
Als Sohn eines kaufmännischen Angestellten absolvierte er nach dem Besuch der Volksschule von 1948 bis 1951 eine Lehre zum Industriekaufmann. 1948 wurde er Mitglied der FDJ und des FDGB. Von 1951 bis 1956 war er als Buchhalter in der Staatlichen Finanzrevision der DDR, von 1956 bis 1961 als Leiter der Buchhaltungen in der DDR-Fluggesellschaft Deutsche Lufthansa tätig. 1958 wurde er Mitglied der SED und absolvierte bis 1963 ein Fernstudium an der Hochschule für Ökonomie mit dem Abschluss als Diplomwirtschaftler. Von 1961 bis 1973 arbeitete er bei der Interflug als Abteilungsleiter, Fachdirektor und stellvertretender Generaldirektor.
1973 wechselte er ins Ministerium für Verkehrswesen, wo er zunächst die Funktion eines stellvertretenden Abteilungsleiters für Planung, dann die eines Hauptabteilungsleiters für Ökonomie innehatte. Von 1980 bis 1986 war er dort Stellvertreter des Ministers und von 1986 bis 1989 Staatssekretär. In der Regierung Modrow wurde er im November 1989 Minister für Verkehrswesen und Generaldirektor der Deutschen Reichsbahn. Am 6. Dezember 1989 wurde er durch Herbert Keddi als Generaldirektor der DR abgelöst, im Februar 1990 trat er auch als Minister zurück.

## Auszeichnungen
- 1987 Vaterländischer Verdienstorden in Bronze[3]